# Okenia lambat
Okenia lambat Gosliner, 2004 è un mollusco nudibranchio della famiglia Goniodorididae.
L'epiteto specifico deriva dall'indonesiano lambat, cioè pigro, per l'andatura lenta.

## Distribuzione e habitat
Rinvenuta presso le coste di Luzon, nelle Filippine.